# Smârdan (okręg Tulcza)
Smârdan – wieś w Rumunii, w okręgu Tulcza, w gminie Smârdan. W 2011 roku liczyła 1077 mieszkańców.